# Arakaldo
Arakaldo è un comune spagnolo di 95 abitanti situato nella comunità autonoma dei Paesi Baschi.